# David Taupiac
Pour les articles homonymes, voir Taupiac.
David Taupiac, né le 13 mai 1975 à Montauban, est un homme politique français. Il est élu député de la deuxième circonscription du Gers en 2022, réélu en 2024, et conseiller régional d'Occitanie en 2021.

## Biographie

### Jeunesse et études
David Taupiac suit des études d'ingénieur en conception aéronautique à l'université Toulouse-III-Paul-Sabatier, de 1995 à 1998.
Ingénieur aéronautique de profession, il obtient du déontologue de l'Assemblée nationale de pouvoir conserver après son élection une activité de conseil dans le secteur, à condition de ne pas travailler pour des entreprises qui peuvent bénéficier d’aides ou de contrats d’État.

### Parcours politique
David Taupiac est maire de Saint-Clar de 2008 à 2022 et conseiller régional de la région Occitanie depuis 2021.
Lors des élections législatives de 2022, il prend ses distances avec l'accord de la NUPES, soulignant des désaccords de fond avec LFI. Il est élu député de la deuxième circonscription du Gers le 19 juin 2022 en tant que candidat dissident du Parti socialiste avec 62,98 % des voix face à sa concurrente Maëva Bourcier de La République en marche. Il intègre en septembre 2022 le groupe LIOT.
Il intervient notamment pour s’opposer à la proposition de loi portant sur l’interdiction des vols en jet privé, en mettant en avant le poids minime de l'impact des vols en jet privés dans les émissions globales de gaz à effet de serre. Cette opposition à l'interdiction des vols en jet privés pourrait constituer une situation de conflit d'intérêts selon Le Monde, David Taupiac ayant travaillé jusqu'en 2019 pour une entreprise spécialisée dans les vols en jet privé.
Lors des élections législatives de 2024, David Taupiac est investi par le Parti socialiste mais il refuse toutefois l'étiquette Nouveau Front populaire et est candidat avec l'étiquette divers gauche. La coalition présidentielle Ensemble pour la République renonce à présenter un candidat contre lui. Il arrive en tête lors du premier tour avec 45,8 % des voix devant Alice Cendré, candidate du Rassemblement national (35,49 %) et s'impose au second tour avec 59,37 % des voix,.